# محمدحسین عماد
محمدحسین عماد (۵ شهریور ۱۳۳۶، اراک) مجسمه‌سازی ایرانی‌تبار و از پیشگامان هنر مفهومی معاصر ایران محسوب می‌شود. مادهٔ غالب آثار وی چوب است و استفاده از «فضای تُهی» ویژگی مهم آثار اوست.
محمدحسین عماد در روند خلق اثر هنری تلاش می‌کند معانی ژرف را در قالبی زدوده شده از هر نوع پُرگویی باز معنا کند و با حذف تمامی زواید چشم‌فریب، حقیقت پنهان در پس اشیاء را ظاهر سازد. مجسمه‌های محمدحسین عماد، بسان تک‌واژه‌هایی شاعرانه‌اند که در عین کمینه‌گرایی، دنیایی از معانی ژرف را انتقال می‌دهند. کاوش هنرمندانه در اشکال ناب، نوعی از انتزاع را شکل می‌دهد که به رغم قرابت با هنر مدرنیستی، یادآور کهن‌الگوهای بوم زیست هنرمند نیز هست. استفاده به‌جا از فرم‌های نرم و فراخواندن خلاء به داخل پیکره، از ویژگی‌های شاخص آثار عماد است. این تعامل توده و فضا، منجر به خلق احجامی می‌شود که نگاه را به درون می‌کشد.

## زندگی‌نامه و کارنامه هنری
محمد حسین عماد در خانه ای در مجاورت بازار اراک در بافت قدیمی شهر متولد شد، و سال‌های کودکی اش را در محیطی سپری کرد که زندگی مردمانش جلوه و نشانی از ذوق و سلیقه پیشینیان داشت؛ خانه‌هایی با حیات‌های وسیع آجر فرش و حوضی در میان و باغچه‌های اطراف و سرداب و آب انبار و مهمانپذیر و نشیمن و اُرسی‌ها و تاقچه‌ها، همراه با آجرچینی‌های بسیار منظم و پر از نقش و نگار بومی با سردرهایی از کاشی‌های هفت رنگ. چیزی که در دنیای مدرن امروزی کمتر به چشم می‌خورد.

عماد تحصیلات ابتدایی اش را در دبستان هدایت اراک آغاز می‌کند. تا کلاس چهارم درآن مدرسه به تحصیل می‌پردازد. تقریباً همین زمان دو سالی را پیش پدربزرگ و مادربزرگش، که تنها بودند، زندگی می‌کند. علاقه اش به نقاشی از ۱۲ – ۱۳ سالگی شروع می‌شود و به‌طور خودآموخته به کپی از عکس و نقاشی می‌پردازد. به مرور این علاقه شکل جدی تری پیدا می‌کند. پس از چند سالی طراحی برایش اهمیت زیادی می‌یابد. در آن زمان یکی از خواهرانش که در فرانسه زندگی می‌کرده برایش کتابی از نقاشی‌های سالوادور دالی می‌فرستد. بسیار مجذوب آن می‌شود. بازی ظریف و در عین حال بسیار خلاق میان واقعیت و خیال نقاشی‌های دالی، آزادی هنرمند در به کارگیری یا گریز از واقعیت را به او نشان می‌دهد؛ اینکه می‌توان واقعیت را جور دیگری دید، با آن به بازی پرداخت، تغییرش داد و جابجایش کرد. مجموعه ای از آثار موریس اشر، کتاب دیگری که خواهرش برای وی می‌فرستد، همان بازی میان واقعیت و خیال را برای او تداعی می‌کند به علاوه پرسپکتیوی که به طرز غریبی اشر از آن بسیار استفاده کرده‌است. عماد به پرسپکتیو بسیار علاقه‌مند می‌شود و به یاری کتاب‌های آموزشی شروع به فراگیری آن می‌کند. پرسپکتیو می‌توانست به او کمک کند تا اشیاء و مکان آنها را با وضوح بیشتری نمایش دهد. او مجذوب نمایش چنین وضوحی می‌شود. 
«از کارهای موریس اشر خیلی خوشم می‌آمد و شروع به کپی برخی در ابعاد بزرگ کردم و چیزهایی نظیر رنگ یا عناصر دیگری هم از خودم به آنها اضافه می‌کردم؛ مثلاً، در یکی از کارهای او با عنوان «تقسیم فضا با مکعب»، که به کمک پرسپکتیو عمق زیادی یافته، شاخ و برگ گیاهی در آن کشیدم که انگار از عمق بی‌نهایت تابلو شروع می‌شد و از برابر ما می‌گذشت.»
مواجهه عماد با آثار دالی، اشر و … دنیایی از پرسش و ابهام برابرش نهاد. کتاب مهم‌ترین مرجع برای پاسخ پرسش‌هایش شد. اولین آموزه‌های هنر مدرن را با خواندن کتاب «نقاشی نوین» نوشته احسان یارشاطر فرا گرفت. فراگیری عملی را با کتاب «شیوه طراحی» محسن وزیری مقدم و مجموعه کتاب‌های انتشارات بهار دنبال کرد.
عماد از نقاشی به‌طور طبیعی به سمت مجسمه کشیده شد. در نقاشی، عمق، پرسپکتیو و وضوح را دوست داشت تا جایی که در تابلویی که از اسبی رم کرده کپی کرده بود، بخشی از پیکره را با پاپیه ماشه به‌طور برجسته و بیرون زده از تابلو، می‌سازد.
علاقه اش به نقاشی ماجرای تحصیل را به درازا کشاند. با کتاب و مطالعه ناآشنا نبود، بلکه برعکس از کودکی با آن بسیار مأنوس شده بود. اول با شعر شروع شد. مادربزرگش بیشتر اشعار حافظ و سعدی را از بر بود و گاهی با او به زبان شعر سخن می‌گفت. این علاقه به شعر ادامه یافت.
او در سال ۱۳۵۹ ازدواج می‌کند. در همان زمان به تدبیر پدر و برادرش برای امرار معاش مغازه ای راه می‌اندازد و کار و کسب آزادی را پی می‌گیرد. در سال ۱۳۶۰ شروع به همکاری با کانون پرورش فکری کودکان و نوجوانان اراک کرد و به آموزش نقاشی به کودکان می‌پردازد.
تا سال ۱۳۷۰ بیست و دو مجسمه چوبی می‌سازد به ارتفاع حدوداً یک متر و با اجرایی بسیار حرفه ای.
در سال ۱۳۷۱ با فروش مایملک خود در اراک، به همراه همسر و سه فرزندش به تهران نقل مکان می‌کند. کسب و کار آزاد را ترک می‌کند. در همان سال اول اقامتش در تهران، کارگاه کوچکی به مساحت شانزده متر در امیرآباد اجاره می‌کند و تا پانزده سال، بی آنکه از اتفاقات مربوط به هنر در تهران غافل باشد، مستمر به ادامه کار و تجربه مشغول می‌شود.
بالاخره در سال ۱۳۷۲ اولین نمایشگاه انفرادی اش را در گالری افرند برپا می‌کند و با استقبال خوبی روبرو می‌شود. و از آن پس به‌طور مرتب در چند نمایشگاه فردی و گروهی دیگر کارهایش را ارائه می‌کند. از این پس «مبانی» مجسمه و موضوع «مدرنسیم» برایش اهمیت زیادی پیدا می‌کند. طرح این مسائل جدید و تلاش در فهم و بکارگیری آنها در مجسمه‌هایی که از این پس می‌سازد سبب می‌شود که آن حس نابی که در خلوت و سکوت اراک داشت و با آن مجسمه‌هایش را ساخته بود، از بین برود و در عوض شکل‌هایی خشک و هندسی در کارش وارد شود که آنها را فاقد جذابیت گذشته می‌کرد. تحقیق عمیقی را دربارهٔ انسان‌شناسی، عرفان و تعادل در پیش می‌گیرد و حدود چهل کار موضوعی از مجسمه و نقش برجسته با عنوان «مجموعه تعادل» می‌سازد و در سال ۱۳۷۶ آنها را در گالری افرند به نمایش می‌گذارد. او که آغاز کارش با استقبال بسیاری همراه بود، حال پس از این همه تلاش، نتیجه کارش چیز درخوری به نظر نمی‌رسد. از آن کارها بدش می‌آید، احساس ضعف می‌کند و متوجه می‌شود که چیزهای زیادی هست که نمی‌داند. از نداشتن آموزش دانشگاهی بسیار رنج می‌برد، اما تلاشش را مضاعف می‌کند و از آن پس در کارگاه اش می‌ماند و فقط کار می‌کند. همه چیز را تجربه می‌کند. اشکالی بسیاری را می‌سازد که قابل تصور نبودند. کم‌کم می‌فهمد که این کارها نهایتی ندارد و می‌توان فرم را به اشکال گوناگونی پیچاند. انگار که یکدفعه همه چیز برایش روشنِ روشن می‌شود. تصمیم می‌گیرد با هر متریالی که دوست دارد کار کند.

کار کردن با چوب و فلز، کم‌کم چیزهایی از سنت را وارد کار او می‌کند. رابطه چوب و فلز و رابطه سنت و مدرنسیم، چیزهایی است که به‌طور ناخودآگاه در کارهایش پدیدار می‌شوند. عماد آثارش را در گالری برگ به نمایش می‌گذارد. مهدی حسینی دربارهٔ این نمایشگاه می‌نویسد: 
«نخستین بار که محمدحسین عماد را به همراه آثارش ملاقات نمودم، در نمایشگاه سال ۱۳۷۸ در گالری برگ بود. او را فردی متین و عمیق و آثارش را در پیوند با گذشته تاریخی یافتم. احساس کردم روح اجداد آفرینش گرمان از ورای زمان عبور کرده و در غالب این جوان محجوب و آرام حلول کرده‌است. او را انسانی یافتم که هندسه فضایی – تصویری و ترجمانش را در قالب سه بُعدی عمیقاً درک کرده و توان آن را دارد تا ذهن و احساس خود را در قالب نوین، به صورت فرم، بافت و فضا تنظیم نموده و با رویکرد به گذشته تاریخی و با توجه به عامل زمان، با مخاطب ارتباط برقرار سازد…»
از این پس رابطه چوب و فلز، محور کارهای عماد قرار می‌گیرد.
به تدریج همنشینی این دو ماده، از شکل به ماهیتی شاعرانه می‌رسد. عماد از غزلیات مولانا، به عنوان نیروی محرکه و محتوای شخصی آثارش بهره می‌گیرد. همچنین خاطره بازی‌های کودکانه او با ابزار و وسایل درون انبار، در آثارش هوشمندانه احیا می‌شود. چوب‌ها اغلب صیقل نخورده‌اند و بیشتر به طبیعت چوب اشاره دارند. تقابل فلز و چوب در این دوره از آثار به تدریج دیالکتیک تر و شاعرانه تر می‌شود. روحیه روستایی و بدوی همراه با ارائه امروزی، مجسمه‌های عماد را به اتمسفری چندصدایی نزدیک می‌کند و ابزارهای ساده کشاورزی را به مجسمه‌هایی با ظرفیت‌های معاصر پیوند می‌دهد. همچنین ماهیت ماده نیز نمادین و رمزی می‌شود.
اتفاق بعدی در مجسمه‌های عماد، استفاده اش از «تُهی» به عنوان عنصری اصلی و رسوخ چوب و فلز و فضای تهی در یکدیگر است، بی آنکه فرمی کاربردی را القا کنند؛ و در عین حال همچنان ذهن مخاطب را درگیر یاد و خاطره کهن الگوها می‌سازند.
عماد در سال ۱۳۸۷ به مدت یک سال به پاریس عزیمت می‌کند. در طی اقامتش در سیته هنرمندان پاریس همچنان به ساخت مجسمه ادامه می‌دهد و با تأثیر از فضای جدیدی که در آن قرار گرفته، بیست و دو مجسمه می‌سازد و آنها را به نمایش عموم می‌گذارد.
او چندین نمایشگاه انفرادی و گروهی در ایران، فرانسه، کویت، امارات متحده عربی، و هند برگزار کرده‌است. محمد حسین عماد در دوسالانه چهارم مجسمه‌سازی معاصر ایران (۱۳۸۴)، مجسمه‌ساز برگزیده شد و تندیس دوسالانهٔ چهارم مجسمه‌سازی معاصر ایران را از آن خود کرد. او در سال ۱۳۸۶ نیز دیپلم افتخار دوسالانهٔ پنجم مجسمه‌سازی معاصر ایران را دریافت نمود. عماد طی دهه گذشته، موفق به دریافت دکترای افتخاری از وزارت فرهنگ می‌شود و هم‌اکنون یکی از اعضای انجمن مجسمه‌سازان ایران است.
محمد حسین عماد در تهران زندگی می‌کند و همچنان مشغول به کار است.

## نمایشگاه‌های انفرادی

### دهه ۹۰ شمسی
۱۳۹۷ «مُنتَهای کمال نُقصان است»، هفته هنر تیر، پروژه‌های ۰۰۹۸۲۱، تهران
۱۳۹۷ «تُهی فعال»، هفته هنر تیر، گالری اثر، تهران
۱۳۹۵ «طرح، حجم»، گالری امکان، تهران
۱۳۹۵ «پذیرش»، گالری اثر، تهران
۱۳۹۲ «سایهٔ روشن»، گالری اثر، تهران

### دهه ۸۰ شمسی
۱۳۸۹ «صادرات ایران»، گالری آن، تهران
۱۳۸۹ «ستیز با فراموشی»، گالری آن، تهران
۱۳۸۶ سیته بین‌المللی هنرمندان، پاریس، فرانسه
۱۳۸۶ گالری اثر، تهران
۱۳۸۵ خانهٔ هنرمندان ایران، تهران
۱۳۸۵ گالری اثر، تهران
۱۳۸۳ گالری برگ، تهران

### دهه ۷۰ شمسی
۱۳۷۸ گالری برگ، تهران
۱۳۷۶ گالری افرند، تهران
۱۳۷۳ گالری سپهری، تهران
۱۳۷۳ گالری افرند، تهران
۱۳۷۲ گالری افرند، تهران

## نمایشگاه‌های گروهی

### دهه ۹۰ شمسی
۱۳۹۸ «نسخه‌های محدود - ۱»، گالری ۰۰۹۸۲۱، تهران
۱۳۹۸ «چهل - پنجاه - شصت»، گالری طراحان آزاد، تهران
۱۳۹۷ «لبه»، گالری امکان، تهران
۱۳۹۷ «امرداد»، گالری افرند، تهران
۱۳۹۷ «فروش آزاد»، گالری طراحان آزاد، تهران
۱۳۹۶ «از کجا تا کجا»، گالری ثالث، تهران
۱۳۹۶ «+۹۶»، گالری شهریور، تهران
۱۳۹۶ «کوچک+پنجاه»، گالری آران، تهران
۱۳۹۵ پروژه‌های آران، تهران
۱۳۹۴ گالری امکان، تهران
۱۳۹۲ گالری سیحون، تهران
۱۳۹۲ «خط و حجم»، گالری پردیس ملت، تهران
۱۳۹۱ خیریه حمایت از پلنگ ایرانی، گالری گلستان، تهران
۱۳۹۱ نمایشگاه گروهی مجسمه‌سازی با همکاری گالری الهه، گالری ماه مهر، مؤسسه آرت کانترا و سفارت بلژیک در ایران
۱۳۹۱ نمایشگاه سال، خانهٔ هنرمندان ایران، تهران
۱۳۹۰ «یگانگی در اختلاف»، توتال آرتس اَت دِ کورتیارد، دبی
۱۳۹۰ «دربارهٔ ایران»، گیلد آرت گالری، مومبای، هندوستان
۱۳۹۰ «سه نسل مجسمه‌سازی ایران»، گالری فروهر، تهران

### دهه ۸۰ شمسی
۱۳۸۹ فرهنگستان هنر صبا، تهران
۱۳۸۸ گالری اثر، تهران
۱۳۸۸ گالری گیلسن اوسنو، پاریس
۱۳۸۷ «نخستین اکسپو مجسمه»، خانهٔ هنرمندان ایران، تهران
۱۳۸۷ «مجسمه‌های کوچک»، خانهٔ هنرمندان ایران، تهران
۱۳۸۶ «کاشت ریشه‌های جدید»، گالری دارالفنون، کویت
۱۳۸۵ گالری جمشیدیه، تهران
۱۳۸۵ نمایشگاه گروهی از اینستالیشن‌ها، گالری تهران، تهران
۱۳۸۴ فرهنگسرای نیاوران، تهران
۱۳۸۴ خانهٔ هنرمندان ایران، تهران
۱۳۸۳ خانهٔ هنرمندان ایران، تهران
۱۳۸۳ گالری برگ، تهران
۱۳۸۳ اکسپو هنر تهران، تالار وحدت، تهران
۱۳۸۳ فرهنگسرای نیاوران، تهران

### دهه ۷۰ شمسی
۱۳۷۸ «آینه»، فرهنگسرای نیاوران، تهران
۱۳۷۸ گالری طراحان آزاد، تهران
۱۳۷۵ فرهنگسرای بهمن، تهران
۱۳۷۵ نمایشگاه بین‌المللی تهران
۱۳۷۴ گالری کیهان، تهران
۱۳۷۴ گالری افرند، تهران
۱۳۷۲ نمایشگاه بین‌المللی تهران
۱۳۷۰ نمایشگاه بین‌المللی تهران
نمایشگاه گروهی با هنرجویان
۱۳۹۸ تالار این/جا، تهران
۱۳۹۶ گالری امروز، اصفهان
۱۳۹۰ گالری شیرین، تهران
۱۳۸۹ گالری آن، تهران

## شرکت در آرت فرها
۱۳۹۸ تیر آرت، نمایش داده شده توسط گالری اثر، تهران
۱۳۹۴ آرت اینترنشنال استانبول، ترکیه
۱۳۹۴ کانمپورِری استانبول، ترکیه
۱۳۹۳ آرت اینترنشنال استانبول، ترکیه

## شرکت در بی ینال و سمپوزیوم و جشنواره‌ها
۱۳۹۶ شرکت در هفتمین بی‌ینال مجسمه، موزهٔ هنرهای معاصر، تهران
۱۳۹۵ شرکت در حراج هنری تهران
۱۳۹۳ شرکت در حراج هنری تهران
۱۳۹۲ شرکت در نخستین دورهٔ سمپوزیوم مجسمه‌های چوبی، تهران
۱۳۹۰ شرکت در اولین سمپوزیوم ملی مجسمهٔ ایران، کرمان
۱۳۹۰ شرکت در ششمین بی‌ینال مجسمه، فرهنگسرای نیاوران، تهران
۱۳۸۷ شرکت در اولین جشنواره بین‌المللی هنرهای تجسمی فجر، موزه هنرهای معاصر، تهران
۱۳۸۶ شرکت در پنجمین بی ینال مجسمه، موزهٔ هنرهای معاصر، تهران
۱۳۸۵ اولین سمپوزیوم مجسمه‌های چوبی، باغ جمشیدیه، تهران
۱۳۸۴ شرکت در چهارمین بی ینال تهران، فرهنگستان هنر صبا، تهران
۱۳۸۲ شرکت در سومین بی‌ینال مجسمه، فرهنگسرای نیاوران، تهران
۱۳۷۸ شرکت در دومین بی‌ینال مجسمه، موزهٔ هنرهای معاصر، تهران
۱۳۷۳ شرکت در اولین بی ینال مجسمه، موزهٔ هنرهای معاصر، تهران

## مجسمه‌های نصب شده در فضای عمومی
۱۳۹۲ مجسمهٔ «تپش» در باغ هنر، تهران
۱۳۸۳ مجسمهٔ یادمان شهید بهشتی برای نصب در میدانی با همین نام در تهران
۱۳۸۳ مجسمهٔ «وزیر» در بوستان گفتگو، تهران
۱۳۸۰ مجسمهٔ محمود حسابی برای نصب در میدان تجریش تهران
۱۳۷۹ مجسمهٔ محمود حسابی برای نصب در یک مکان عمومی در شهر بوشهر، ایران
۱۳۷۸ مجسمهٔ پرفسور حسابی در اراک
۱۳۷۵ مجسمه ای از مجموعه تعادل، موزه امام علی، تهران

## چاپ کتاب
۱۳۹۷ «مُنتَهای کمال نُقصان است» گفت و گوی وحید حکیم با محمد حسین عماد، توسط نشر ۰۰۹۸۲۱.
۱۳۸۸ «مجسمه‌های محمدحسین عماد» با یادداشتهایی از مهدی حسینی، بهنام کامرانی و هلیا دارابی در نقد و بررسی آثار محمدحسین عماد توسط گالری اثر، نشر بن گاه.

## جوایز و افتخارات هنری
۱۳۹۰ دریافت دکترای افتخاری از وزارت فرهنگ و هنر
۱۳۸۶ کسب دیپلم افتخار، پنجمین دورهٔ دوسالانهٔ مجسمه‌سازی، موزهٔ هنرهای معاصر تهران
۱۳۸۴ برگزیده بی ینال چهارم مجسمه‌سازی، دریافت دیپلم افتخار و تندیس، تهران
۱۳۸۴ برگزیده به عنوان بهترین هنرمند و دریافت جایزهٔ ویژه مجلهٔ هنری تندیس به همراه دیپلم افتخار از چهارمین دورهٔ دوسالانهٔ مجسمه‌سازی تهران، ایران
۱۳۷۵ کسب جایزهٔ نخست به همراه دیپلم افتخار از نمایشگاه آینه هنر، فرهنگسرای بهمن، تهران
۱۳۹۷ داور و استاد کارگاه مجسمه‌سازی در بیست و پنجمین جشنواره هنرهای تجسمی جوانان، تبریز
۱۳۹۶ داور مجسمه‌سازی در بیست و چهارمین جشنواره هنرهای تجسمی جوانان، کرمان
۱۳۹۵ داور مجسمه‌سازی در بیست و سومین جشنواره هنرهای تجسمی جوانان، سنندج
۱۳۹۵ داور بخش مجسمه‌سازی جشنواره هنرهای تجسمی نفس، تهران
۱۳۹۵ دبیر هنری جشنواره هنرهای تجسمی نفس، تهران
۱۳۹۴ داور مجسمه‌سازی در بیست و دومین جشنواره هنرهای تجسمی جوانان، نیشابور
۱۳۹۴ داور دومین نمایشگاه هنرهای تجسمی ورسوس، تهران
۱۳۹۴ داور بی ینال مجسمه‌های شهری، تهران.
۱۳۹۲ داور و شرکت کننده مدعو، سمپوزیوم بین‌المللی چوب، تهران
۱۳۸۸ داور بی ینال ششم مجسمه‌سازی و شرکت کننده مدعو در بخش جنبی بینال
۱۳۸۵–۱۳۸۷ عضو هیئت مدیره انجمن مجسمه سازان ایران
۱۳۸۵ مدیر تأمین مواد و ابزار اولین سمپوزیوم بین‌المللی مجسمه‌سازی تهران
۱۳۸۳ مشاور مجسمه‌سازی در سازمان زیباسازی شهر تهران

## آموزش و تدریس
۱۳۸۵ تاکنون استاد مجسمه‌سازی، دانشگاه هنر، تهران.
۱۳۷۰ تاکنون آموزش مجسمه‌سازی در کارگاه شخصی.
۱۳۷۴–۱۳۹۸ کارشناس و مسئول مجسمه‌سازی در مرکز تجربیات هنری کانون پرورش فکری کودکان و نوجوانان، تهران.
۱۳۶۰–۱۳۷۲ مربی نقاشی کودکان و نوجوانان در کتابخانه کانون پرورش فکری کودکان و نوجوانان، اراک.

## گفت و گوها و مقالات چاپ شده در مجلات
«فرم معنا دار در تُهی فعال»، نقدی بر نمایشگاه محمد حسین عماد در گالری اثر، حافظ روحانی، مجله خبری، تحلیلی و پژوهشی هنرهای تجسمی آوام، ۱۵ دی ۱۳۹۷.
«شنیدن صدای دیگری تنها راه ارتباط بشر» گفت و گو جاوید رمضانی با محمد حسین عماد، قسمت دوم، مجله خبری، تحلیلی و پژوهشی هنرهای تجسمی آوام، ۷ آبان ۱۳۹۶.
«من فرمالیست نیستم» گفت و گو جاوید رمضانی با محمد حسین عماد، قسمت اول، مجله خبری، تحلیلی و پژوهشی هنرهای تجسمی آوام، ۱ آبان ۱۳۹۶.
«آتلیه گردی: تقارنی که شاعرانه فرم می‌سازد؛ آتلیه محمد حسین عماد»؛ گفت و گوی مهرنوش علی مددی با محمد حسین عماد، دو هفته نامه هنرهای تجسمی تندیس، شماره ۲۸۱، ۱۳۹۳.
«مجسمه‌سازی می‌تواند هنری مردمی باشد» گفت و گو با محمد حسین عماد، مهرنوش علی مددی، دو هفته نامه هنرهای تجسمی تندیس، شماره ۲۴۹، ۱۳۹۲.
«فرم‌هایی نو برای فرار از تکرار» گپ و گفتی با محمد حسین عماد به بهانه نمایش آثارش در گالری اثر، مریم آموسا، روزنامه آسیا، شماره ۵۴، آبان ۱۳۹۲.
«مجسمه‌های سبک بر بستری از نور» گزارشی از نمایشگاه محمد حسین عماد، آرزو جعفریان، روزنامه شرق، شماره ۱۸۵۶، ۱۳۹۲.
«تضاد در ماده، جذابیت در تُهی» محمد حسین عماد در گفت و گو با ایمان افسریان و وحید حکیم، فصلنامه حرفه هنرمند، شماره ۴۳، ۱۳۹۱.
«شعرهایی از چوب و آهن» محمد حسین عماد، بهنام کامرانی، نشریه هنر معاصر «هنر فردا»، شماره ۸+۲۸، ۱۳۹۱.
«هنرمندان معاصر ایران؛ محمد حسین عماد» حسن موریزی نژاد، دو هفته نامه هنرهای تجسمی تندیس، شماره ۲۲۵، ۱۳۹۱.
«عمادِ ناخودآگاهی» بیژن صیفوری، دو هفته نامه هنرهای تجسمی تندیس، شماره ۲۱۴، ۱۳۹۰.
«پیشینه کم» دربارهٔ محمد حین عماد، دو هفته نامه هنرهای تجسمی تندیس، شماره ۱۸۶، ۱۳۸۹.
«معنی متریال» گفت و گو با محمد حسین عماد، دو هفته نامه هنرهای تجسمی تندیس، شماره ۱۶۵، ۱۳۸۸.
مصاحبه هلیا دارابی با محمد حسین عماد، روزنامه اعتماد، شماره ۱۵۶۲، ۱۳۸۶.
«آهن توخالی زیاد است!» گفت و گو با محمد حسین عماد، لاله عالم، روزنامه آ، شماره ۹۳، ۱۳۸۶.
گفت و گو با بعضی از بزرگان؛ محمد حسین عماد، کریم نصر، عبد الناصر گیو قضاب، دو هفته نامه هنرهای تجسمی تندیس، شماره ۵۵، ۱۳۸۴.
«مجسمه: گذر مخاطب از فرم»، گفت و گوی مسعود علی رضا با محمد حسین عماد، دو هفته نامه هنرهای تجسمی تندیس، شماره ۲۶، ۱۳۸۳.
«حد فاصل بین پست‌ترین و برترین» گفت و گو با محمد حسین عماد طراح و سازنده حجم‌های چوبی، روزنامه هفت هنر، شماره ۲۳۸، ۱۳۷۸.
«عصاهایی که حس دارند…» پای صحبت محمد حسین عماد هنرمند مجسمه‌ساز و طراح ماسک، روزنامه آفتابگردان، شماره ۵۳۸، ۱۳۷۵.